# Гара-Лакатник
Гара-Лакатник (болг. Гара Лакатник) — село в Болгарии. Находится в Софийской области, входит в общину Своге.

## Политическая ситуация
В местном кметстве Лакатник, в состав которого входит Гара-Лакатник, должность кмета (старосты) исполняет Иван  Михайлов Илиев (Зелена България) по результатам выборов.
Кмет (мэр) общины Своге — Емил Цветанов Атанасов (Болгарская социалистическая партия (БСП), Национальное движение «Симеон Второй» (НДСВ), «ЛИДЕР», Зелёные,Политический клуб «Экогласность», Евророма) по результатам выборов.